# Цветков, Василий Павлович
Василий Павлович Цветков (1 января 1932 — 16 февраля 2010) — бригадир механизированной колонны строительного управления № 14 треста «Мосгазпроводстрой» Министерства газовой промышленности СССР, Московская область. Герой Социалистического Труда (1971).
Бригада Василий Цветкова досрочно выполнила коллективные социалистические обязательства и плановые задания Восьмой пятилетки (1966—1970). 30 марта 1971 года Указом Президиума Верховного Совета СССР удостоен звания Героя Социалистического Труда «за выдающиеся заслуги в выполнении заданий пятилетнего плана и достижение высоких технико-экономических показателей» с вручением ордена Ленина и золотой медали Серп и Молот.